# Phí Quán
Phí Quan (chữ Hán: 費觀, ? – ?) hay Phí Quán, Phí Cận (費覲), tự Tân Bá (賓偉), người huyện Manh, quận Giang Hạ , quan viên nhà Thục Hán thời Tam Quốc.

## Cuộc đời
Mẹ của Ích châu mục Lưu Chương là cô họ của Quan; sử cũ cũng chép tương tự với Phí Bá Nhân (chú họ của Phí Y), nhưng không nhắc đến quan hệ của Quan với Bá Nhân. Quan còn được Lưu Chương gả con gái.
Năm 213, Quan tham gia cánh quân của Lý Nghiêm, kháng cự Lưu Bị ở Miên Trúc, rồi theo Nghiêm đầu hàng Bị. Sau khi Lưu Bị tiếp quản Ích châu, lấy Quan làm Tì tướng quân, về sau cất nhắc đến thái thú Ba quận, Giang Châu đô đốc.
Năm 223, Quan được phong tước Đô đình hầu, tăng Chấn uy tướng quân. Quan hưởng thọ 37 tuổi, không rõ mất khi nào. Chỉ biết năm 226, Lý Nghiêm được phong làm Giang Châu đô đốc.

## Tính cách
Quan khéo giao tiếp, đô hộ Lý Nghiêm tính kiêu căng hợm mình, bọn Hộ quân Phụ Khuông so tuổi tác hay địa vị đều chẳng thấp, nhưng Nghiêm xem thường họ; còn ông kém Nghiêm hơn 20 tuổi, lại cùng Nghiêm qua lại ngang hàng.

## TrongTam quốc diễn nghĩa
Quan xuất hiện ở hồi 64, là em vợ của Lưu Chương và là chủ tướng của Lý Nghiêm; sang hồi 65, ông nghe theo Nghiêm, đầu hàng Lưu Bị.